# Natuurreservaat Bondöfjärd
Het Natuurreservaat Bondöfjärd is een Zweeds natuurreservaat binnen de Pite-archipel. Het is met 5510 hectare het grootste reservaat binnen de gemeente Piteå en bestaat uit zee en een aantal eilanden en eilandjes. De eilanden nemen slechts 188 hectare in beslag. Het natuurreservaat is opgericht in 1979 en bevatte toen alleen Stenskäret (waarvan de coördinaten). Het is uitgebreid in 1997. Delen van het reservaat zijn opgenomen in Natura 2000.